# IC 2469
IC 2469 ist eine Balken-Spiralgalaxie vom Hubble-Typ SBab im Sternbild Schiffskompass. Sie ist etwa 65 Millionen Lichtjahre von der Milchstraße entfernt.
Das Objekt wurde am 28. Dezember 1897 von Lewis Swift entdeckt.